# Jimisar
Jimisar, tidigare känd som Fuyüan, är ett härad som lyder under den autonoma prefekturen Changji i Xinjiang-regionen i nordvästra Kina.